# Шершуны (агрогородок)
Шершуны (бел. Шаршу́ны) — агрогородок в Минском районе Минской области Республики Беларусь. В составе Шершунского сельсовета.

## География
Пролегают дороги Н-8965, Н-8970.
Ближайшие населённые пункты Бахметовка, Горы, Курганы, Петьковичи и др.

## Этимология
Название одноименное, от дохристианского одноосновного балтско-литовского антропонима (имя) Šaršas.
В современной литовской антропонимии известна фамилия Šaršūnas, которая имеет патронимический суффикс -ūn-, выводит от начального Šaršas.
Рядом с Шершунами — деревни с одноименными названиями балтско-литовского происхождения Ревкутьевичи, Довборово, Кукелевщина, Митровщина (ныне Мидровщина).

## История
В 1905 году в Радошковской волости Вилейского уезда Виленской губернии.
28 июня 2013 года Роговский сельсовет Минского района переименован в Шершунский сельсовет с административным центром посёлок Шершуны.
В 2014 году посёлок Шершуны преобразован в агрогородок.

## Население

### Численность
- 2012 год — 525 жителей

### Динамика
- 1999 год — 523 жителей (перепись населения)
- 2009 год — 602 жителей (перепись населения)
- 2012 год — 525 жителей

## Культура
- Дом культуры

## Достопримечательность
- Православный храм святого пророка Иоанна Предтечи

## Галерея

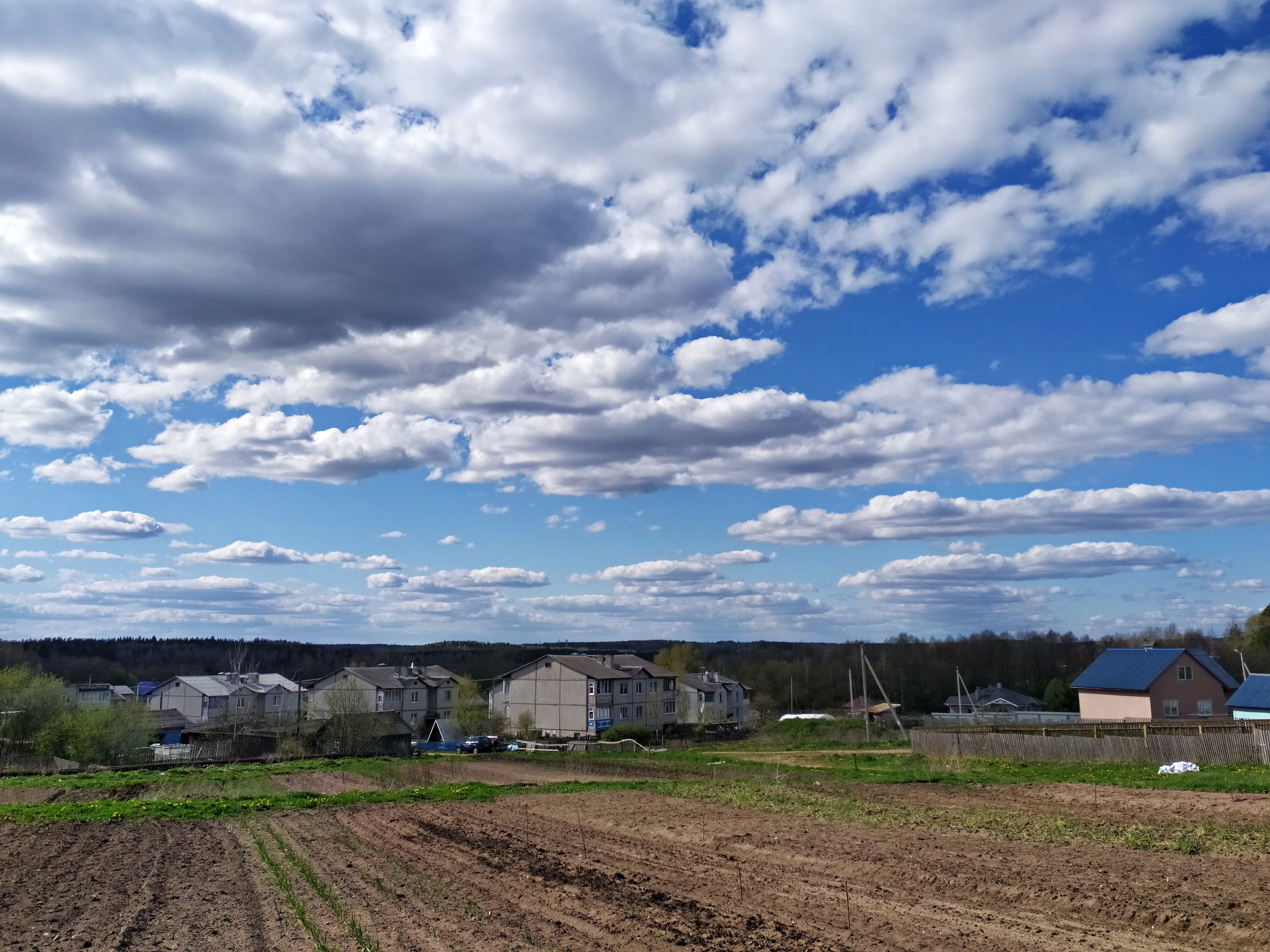
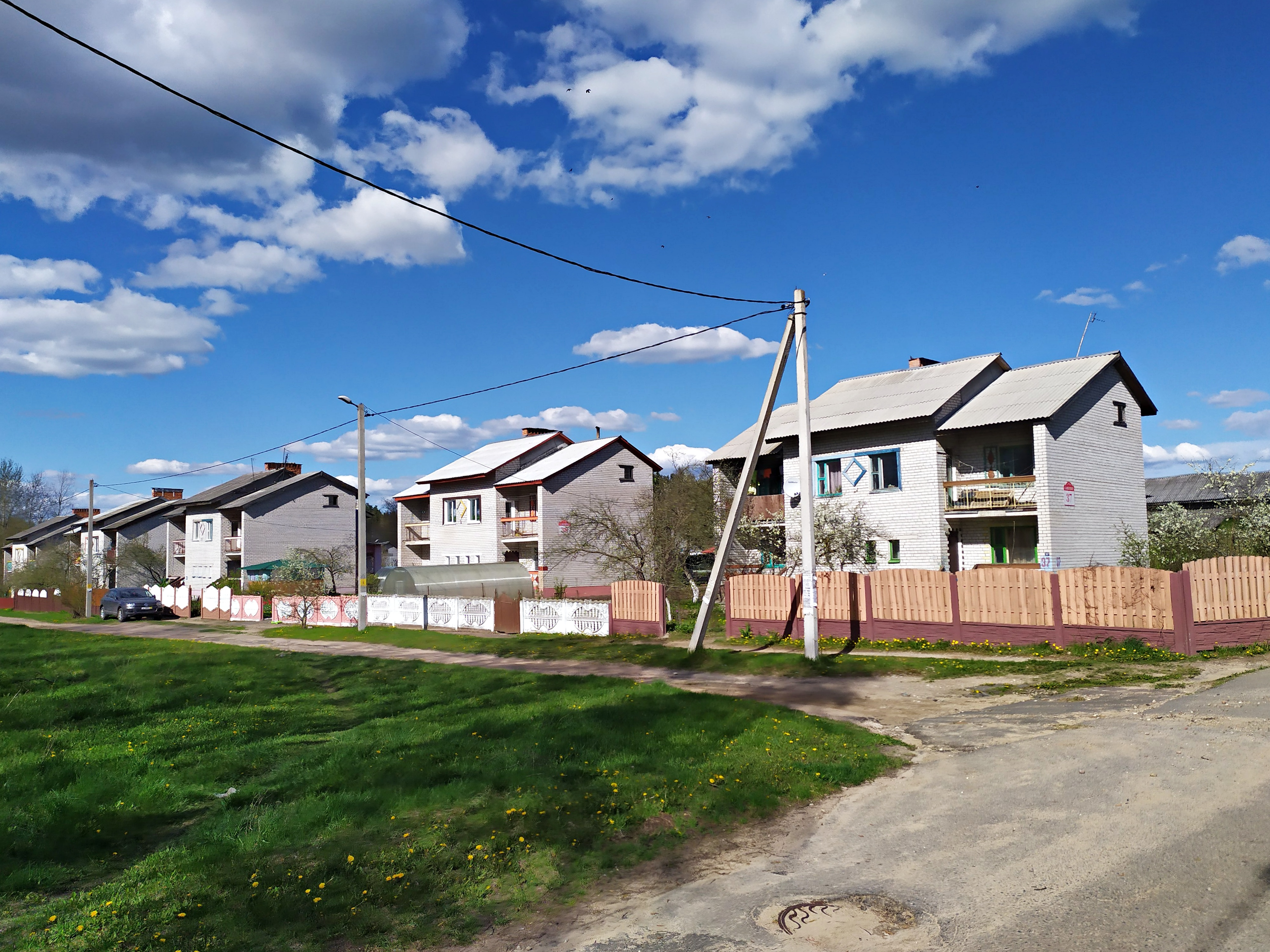
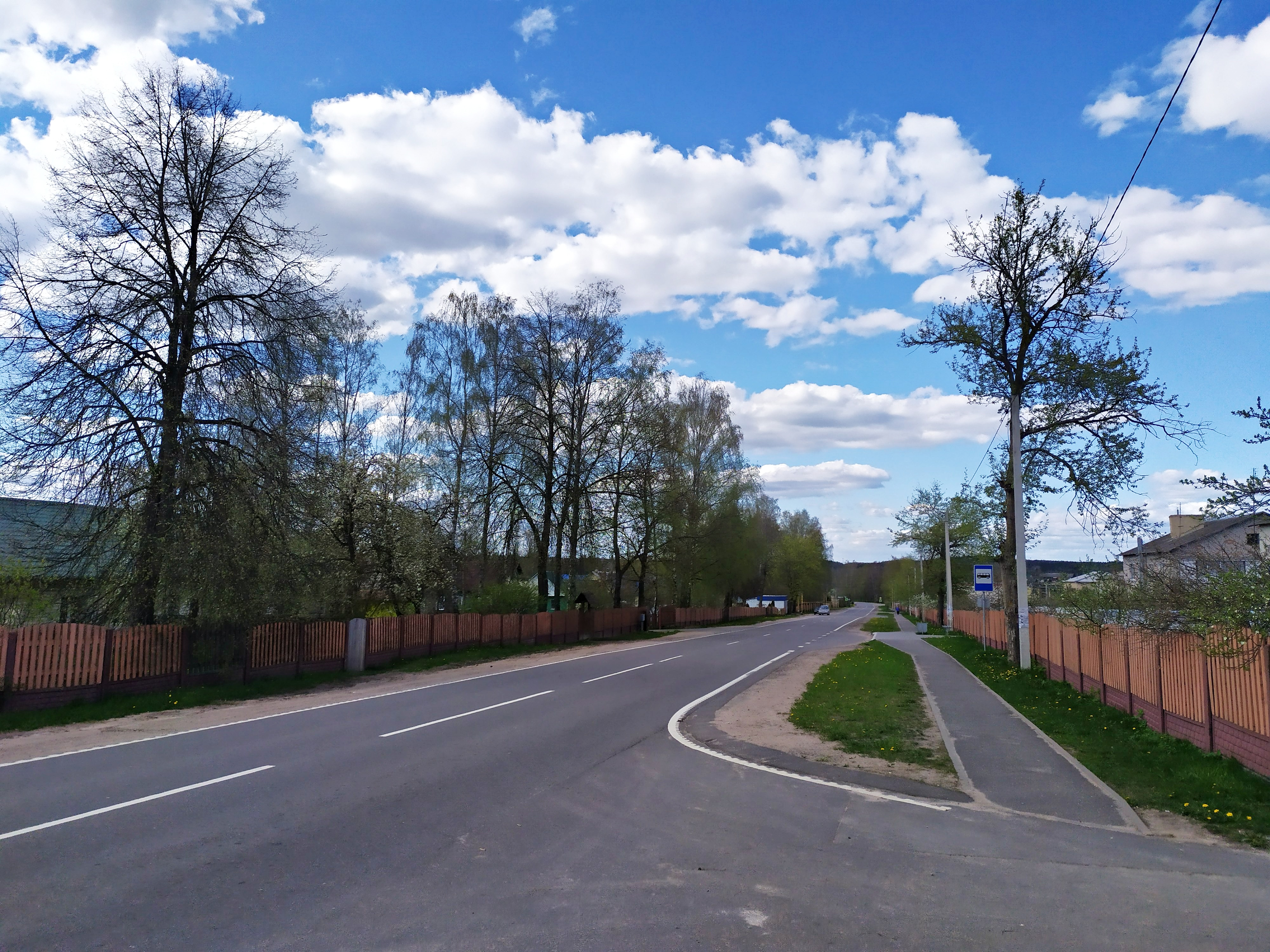
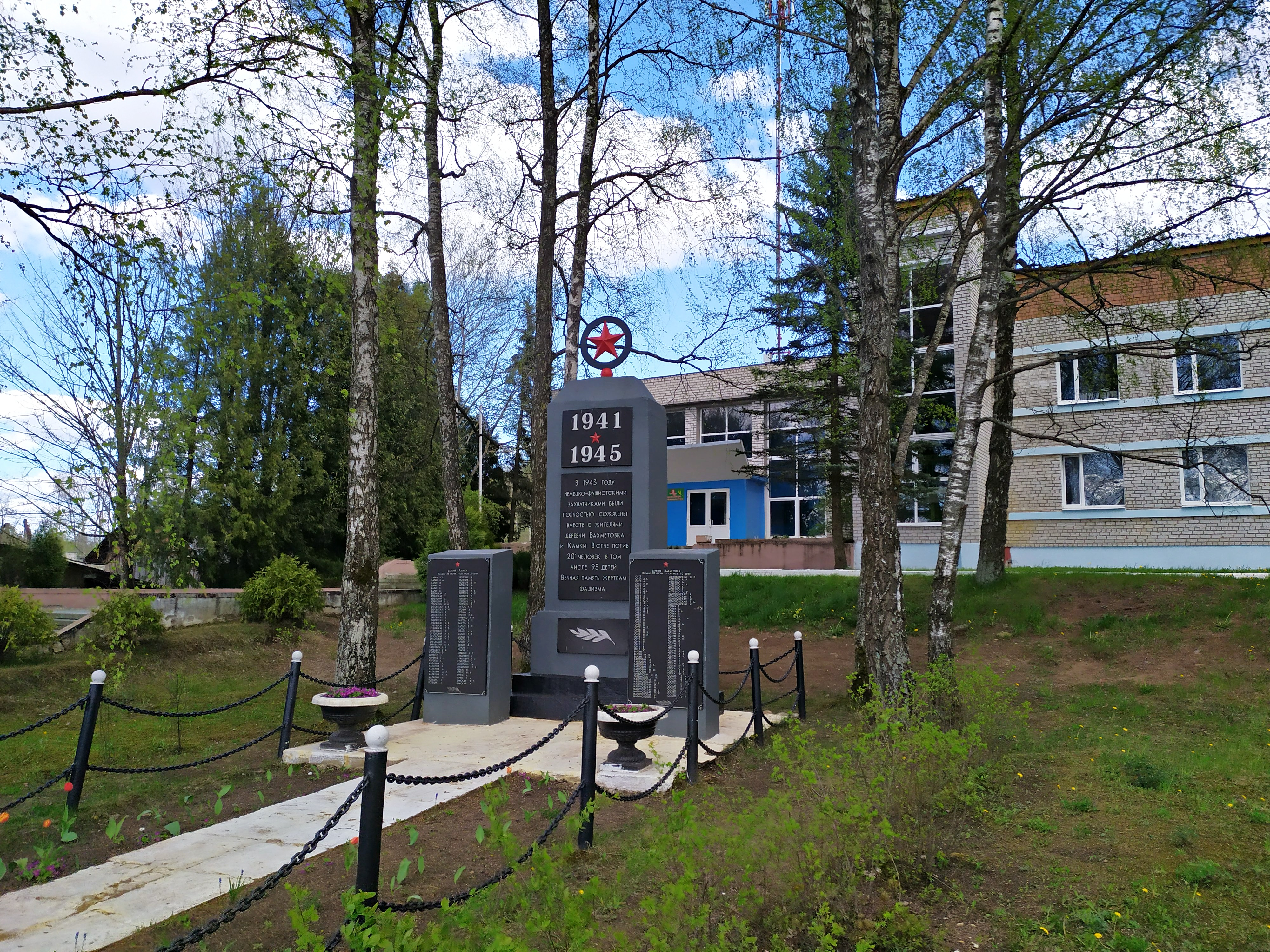
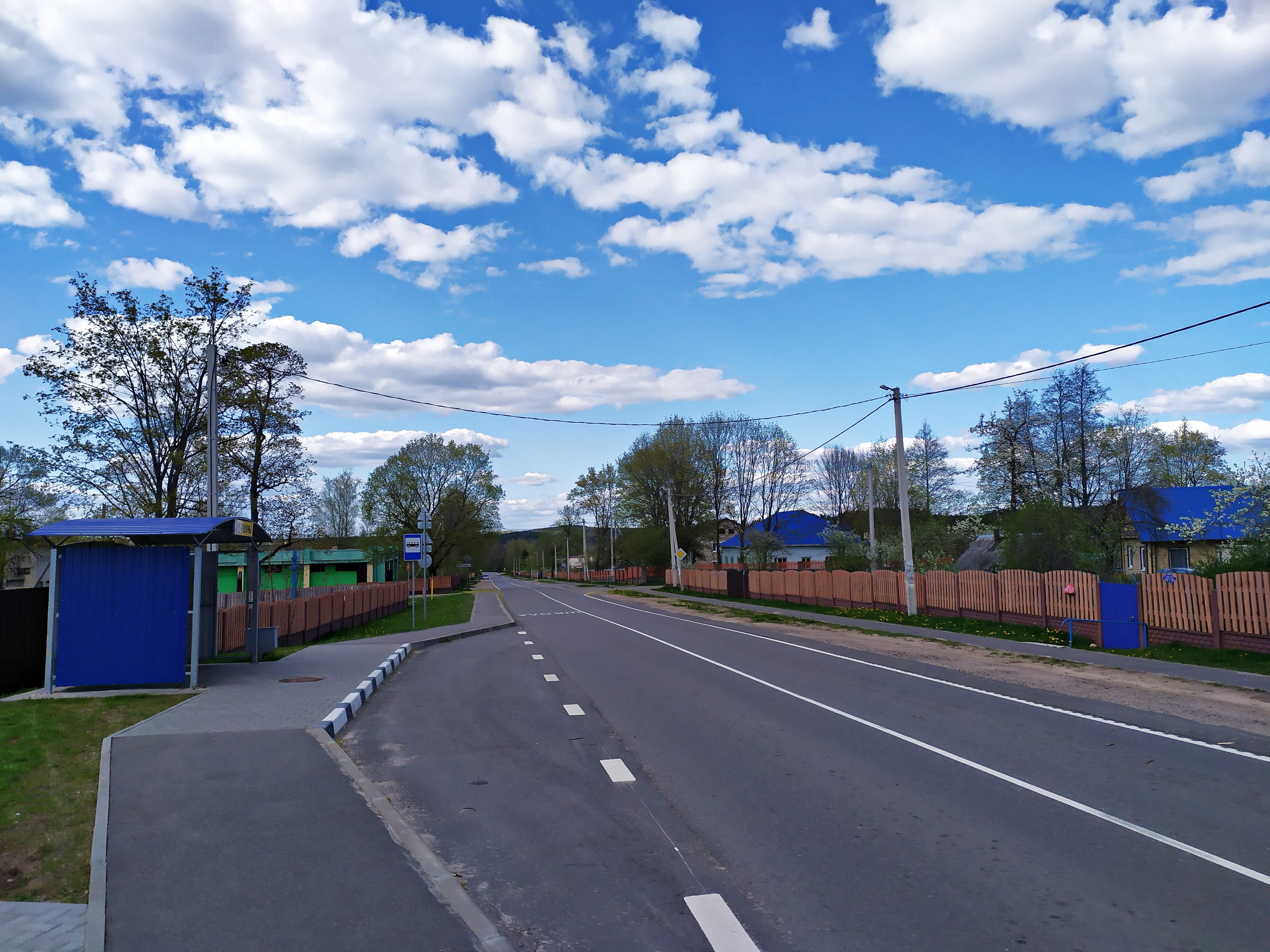
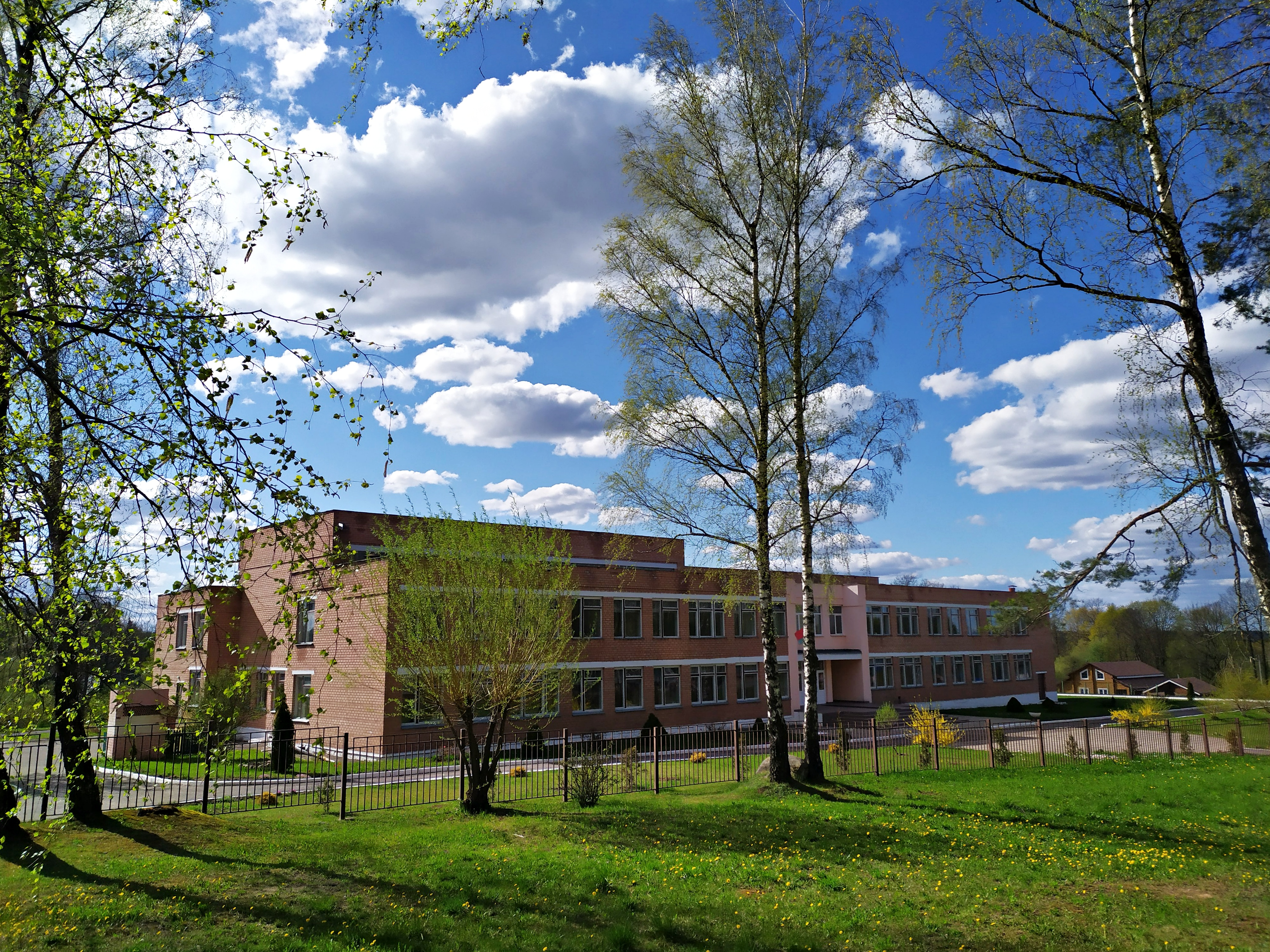
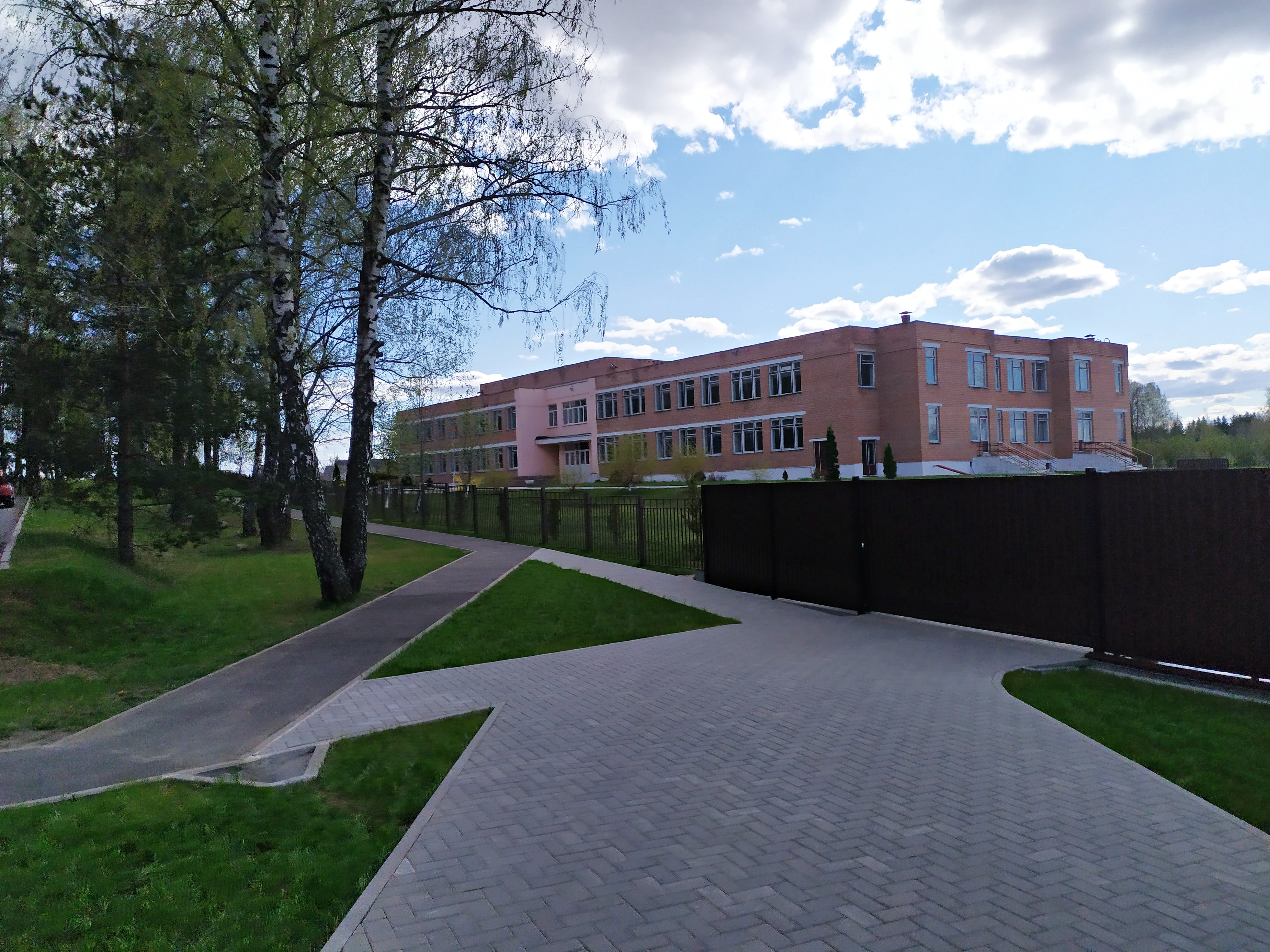
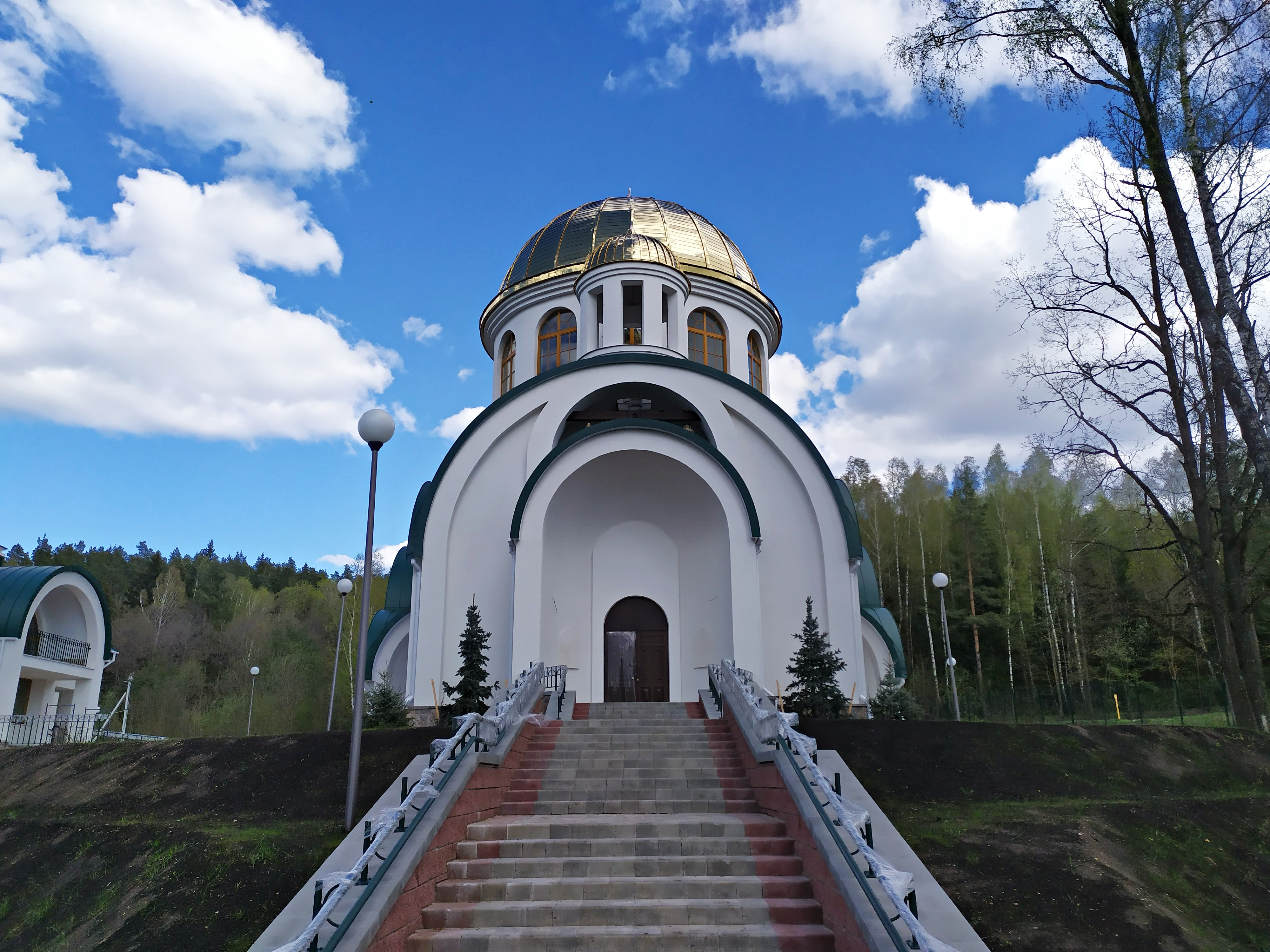
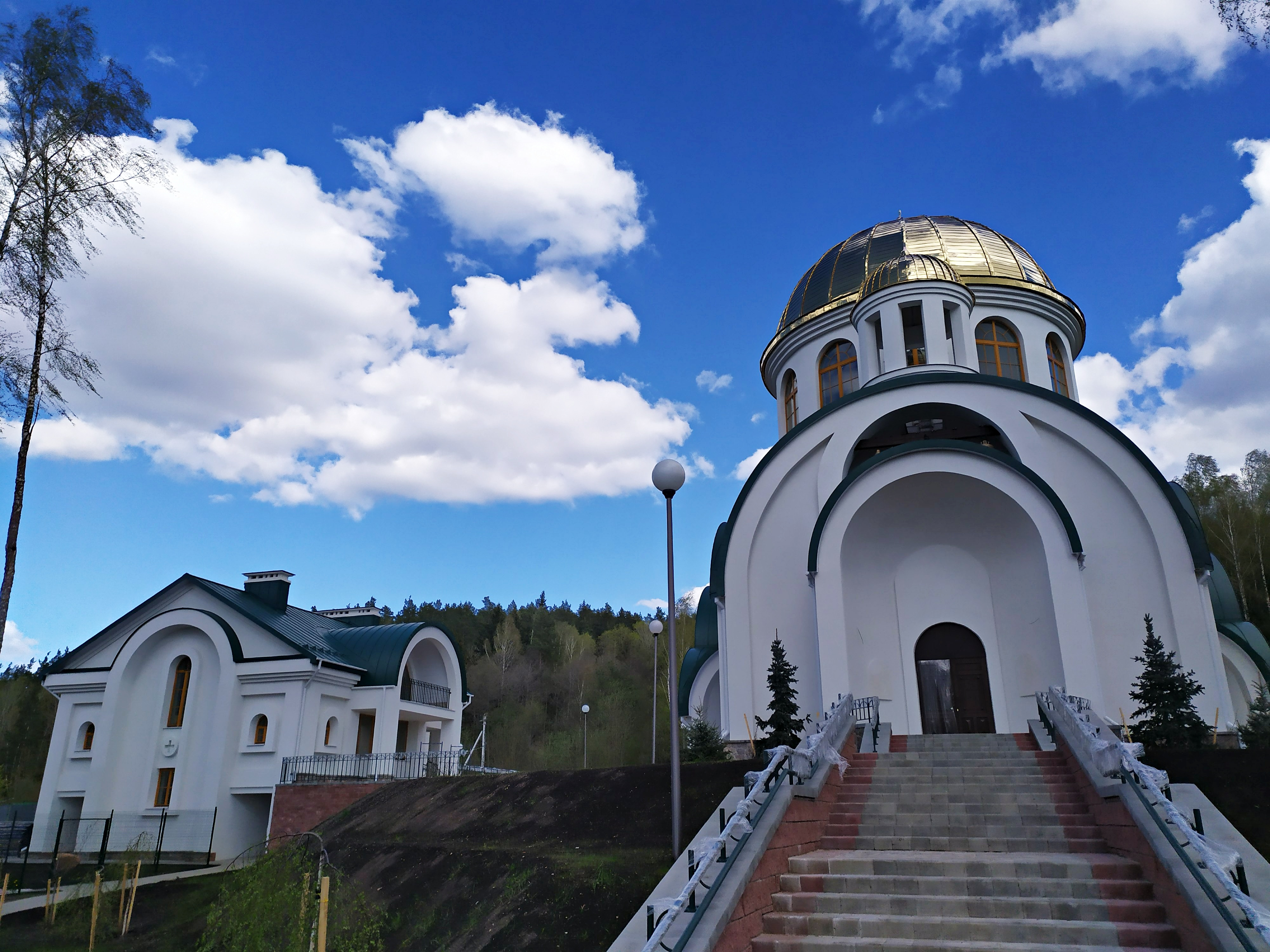
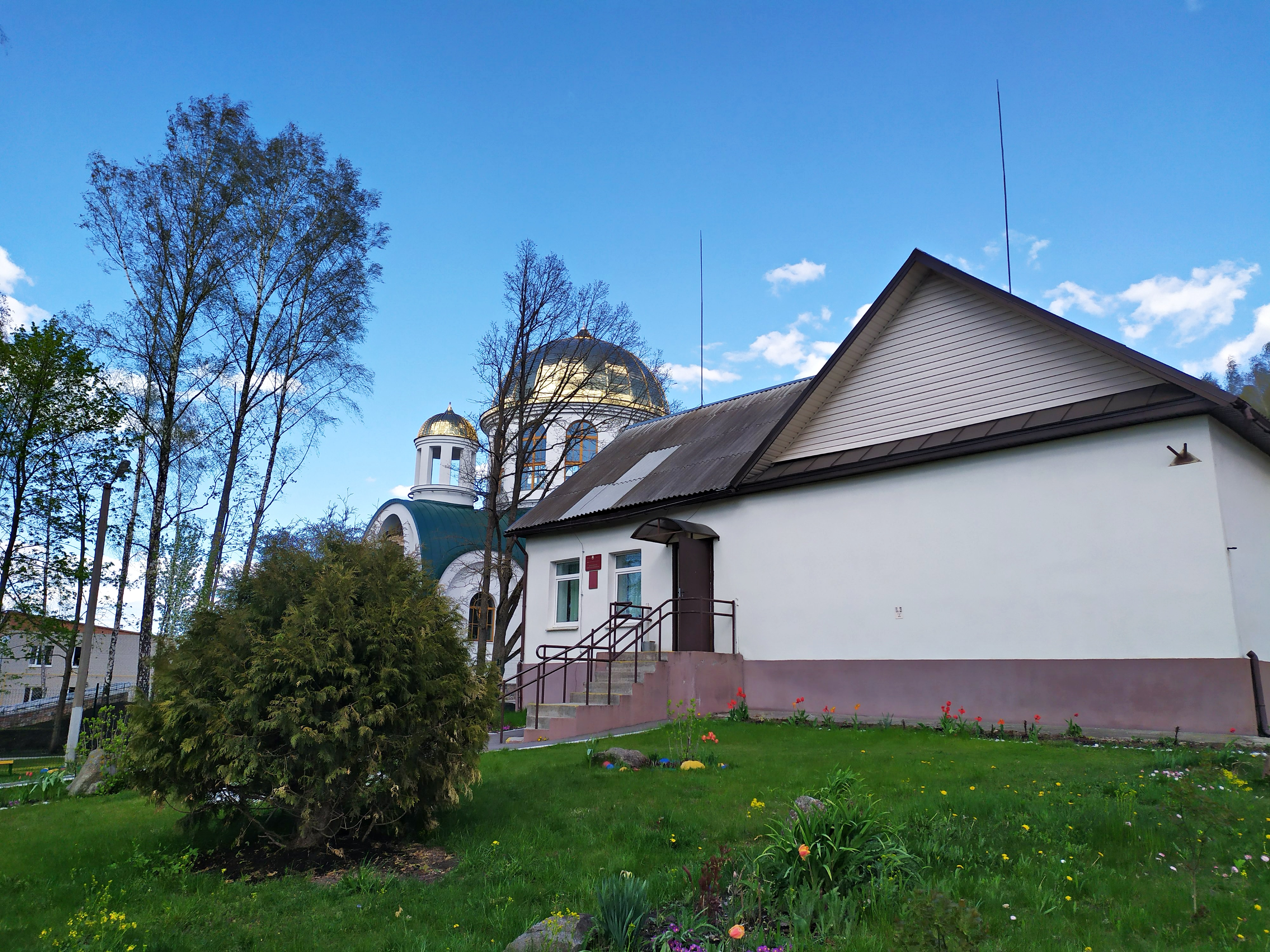
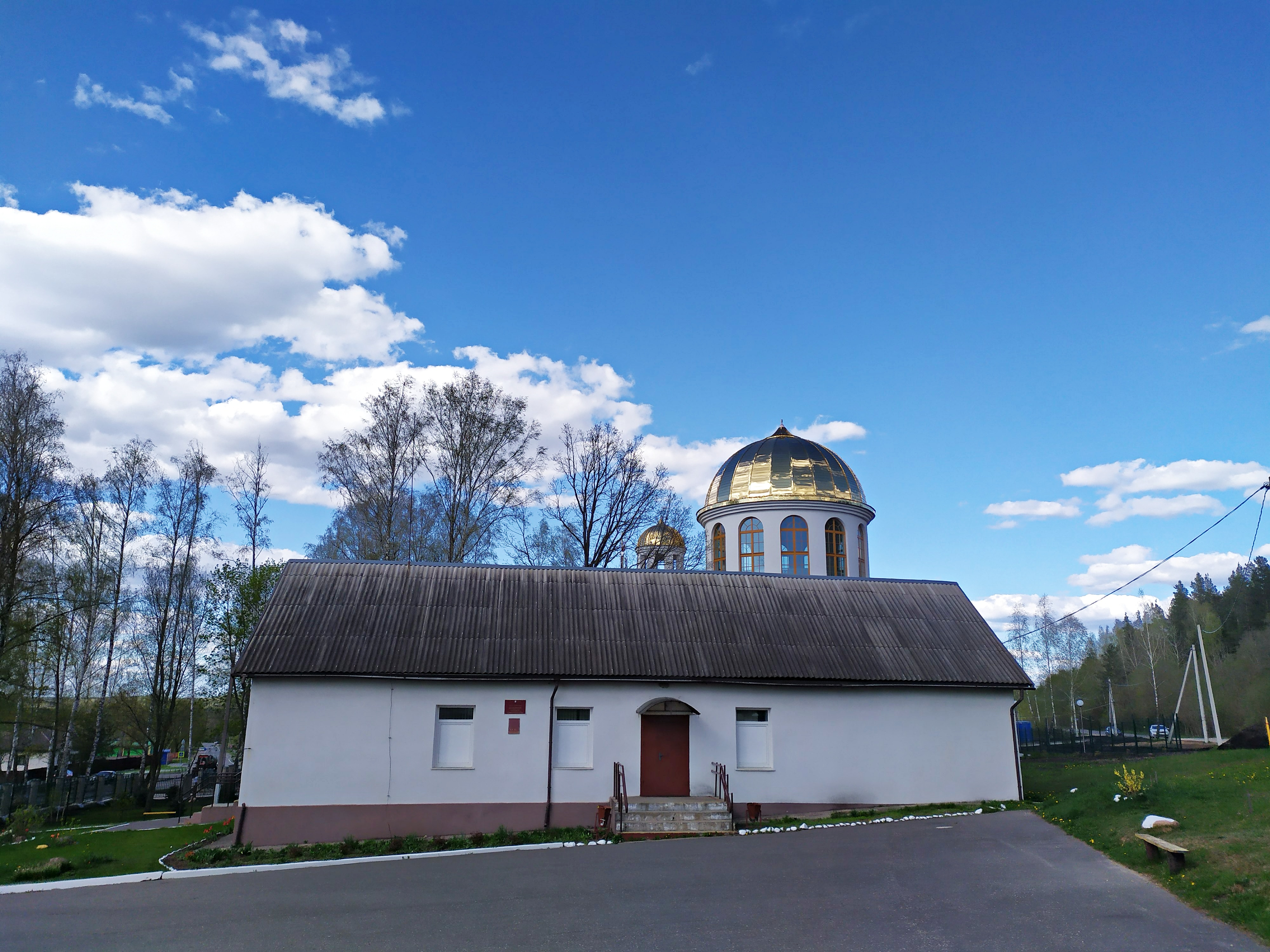
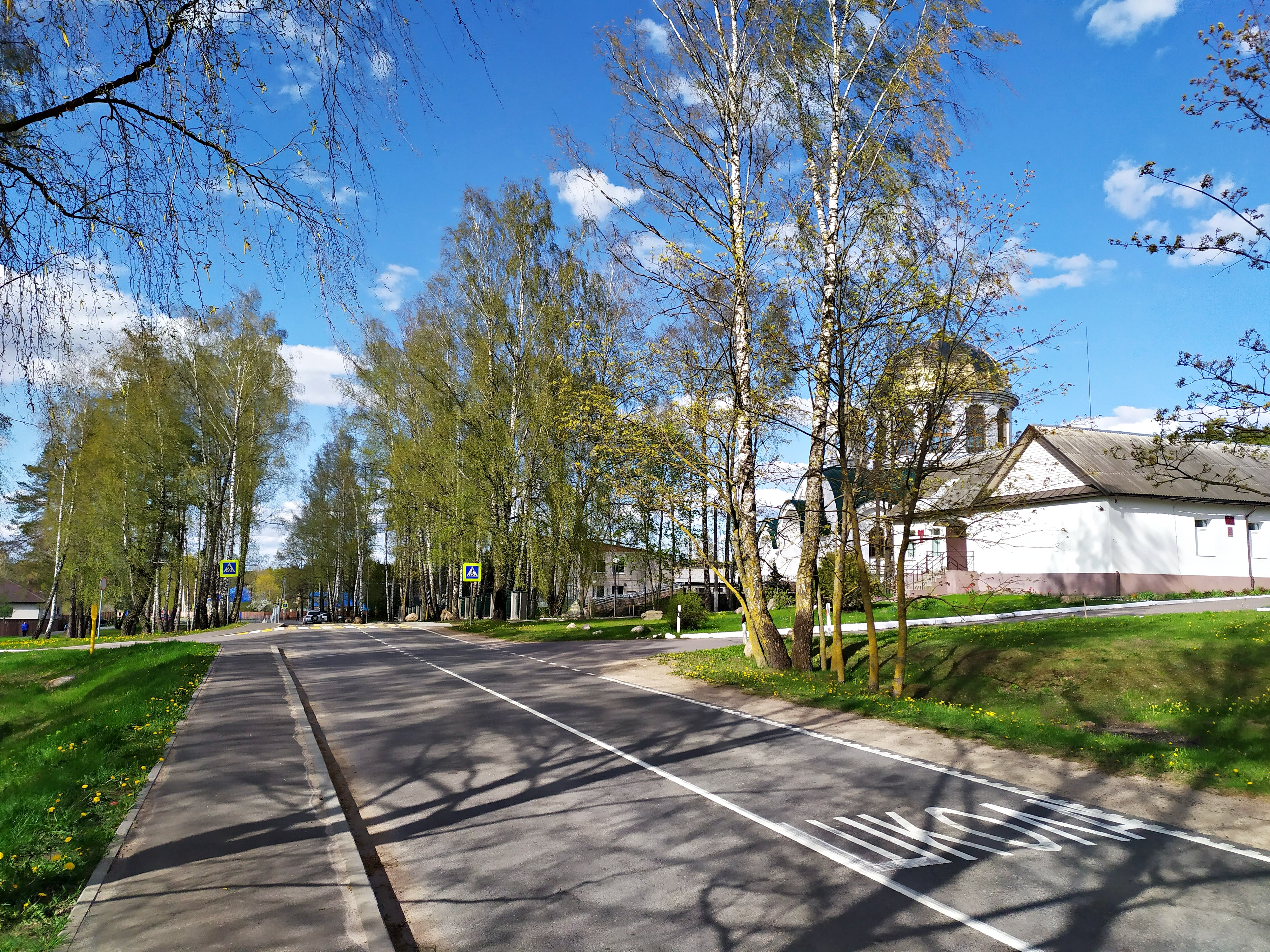
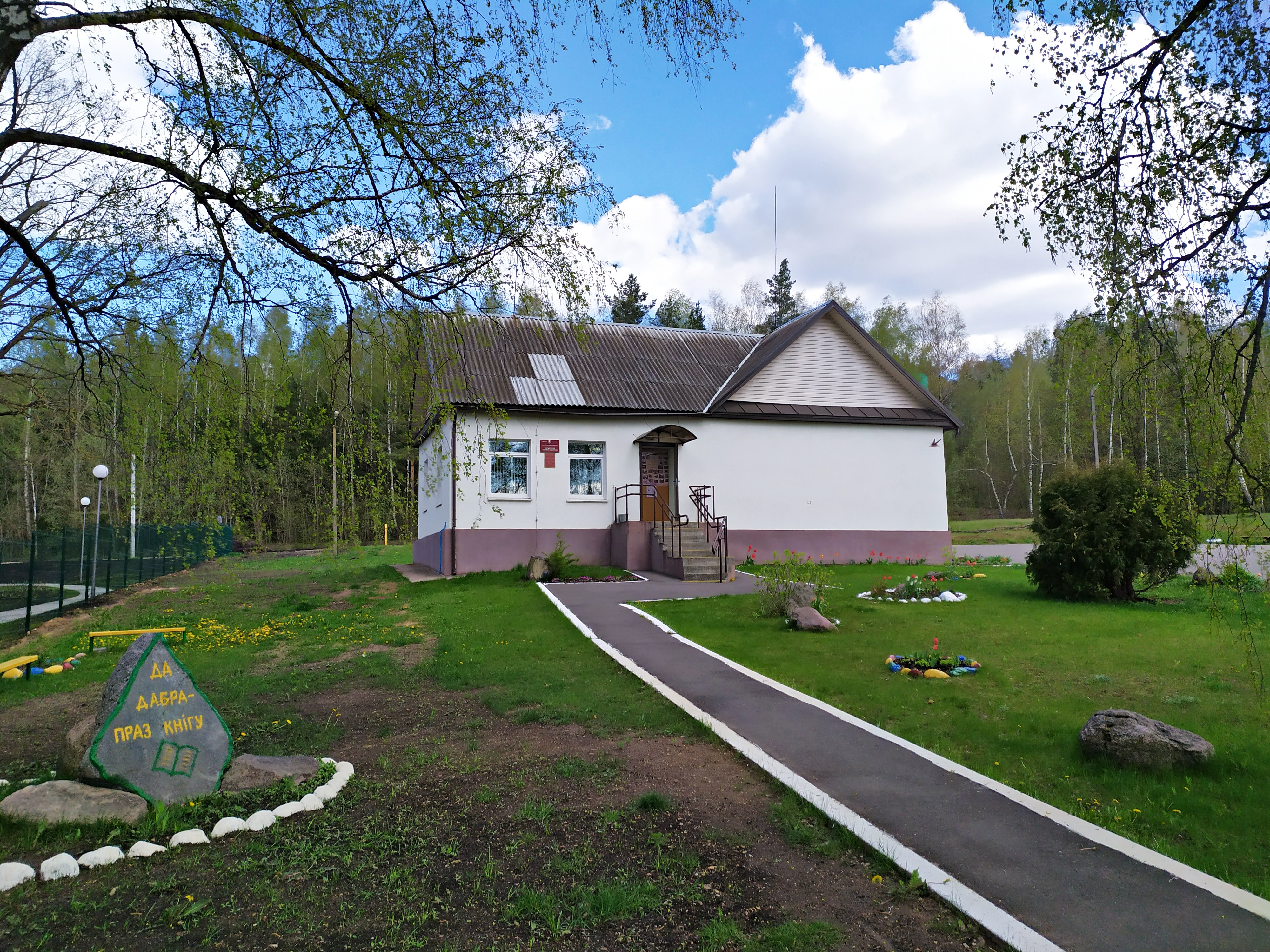
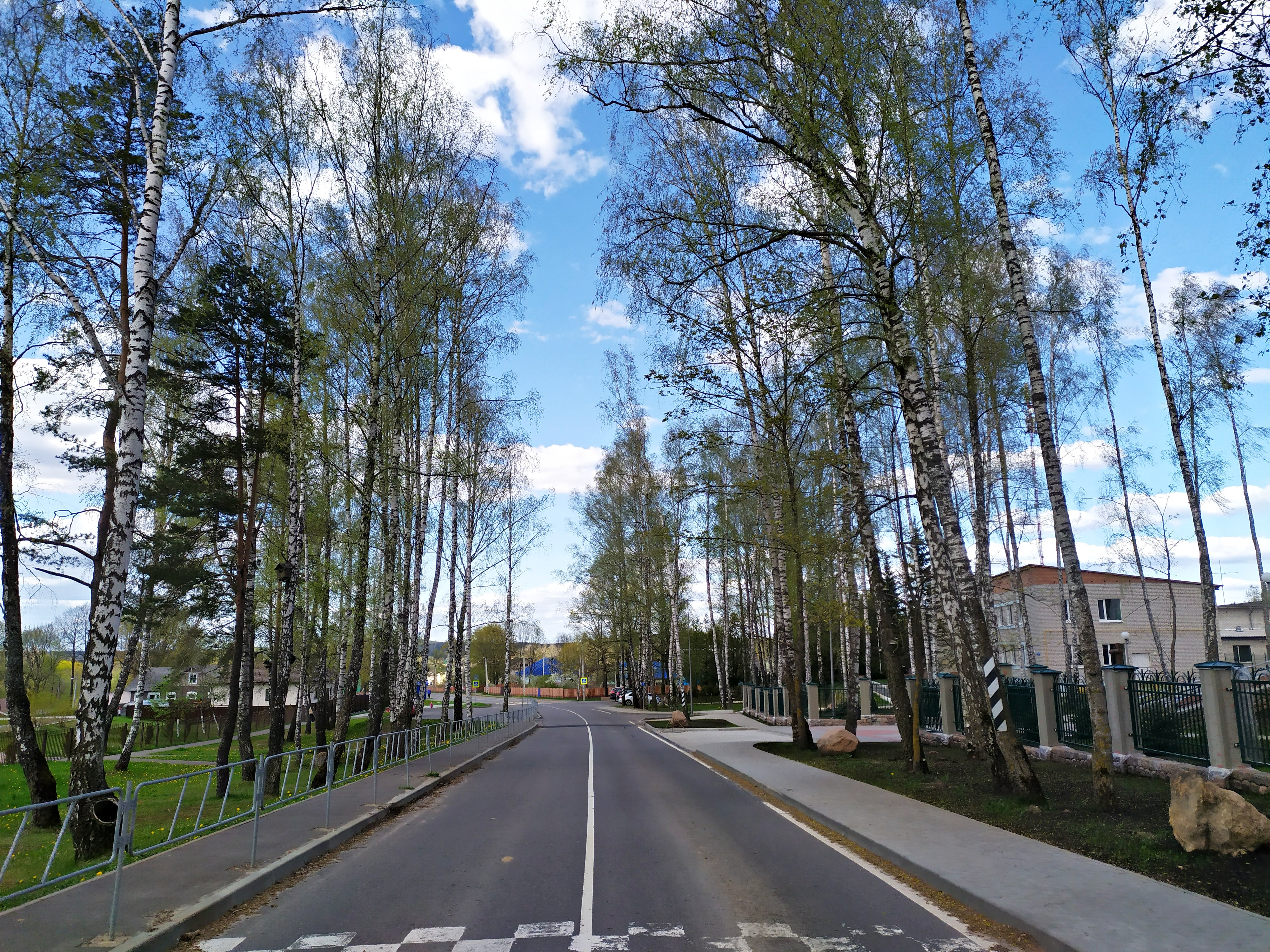
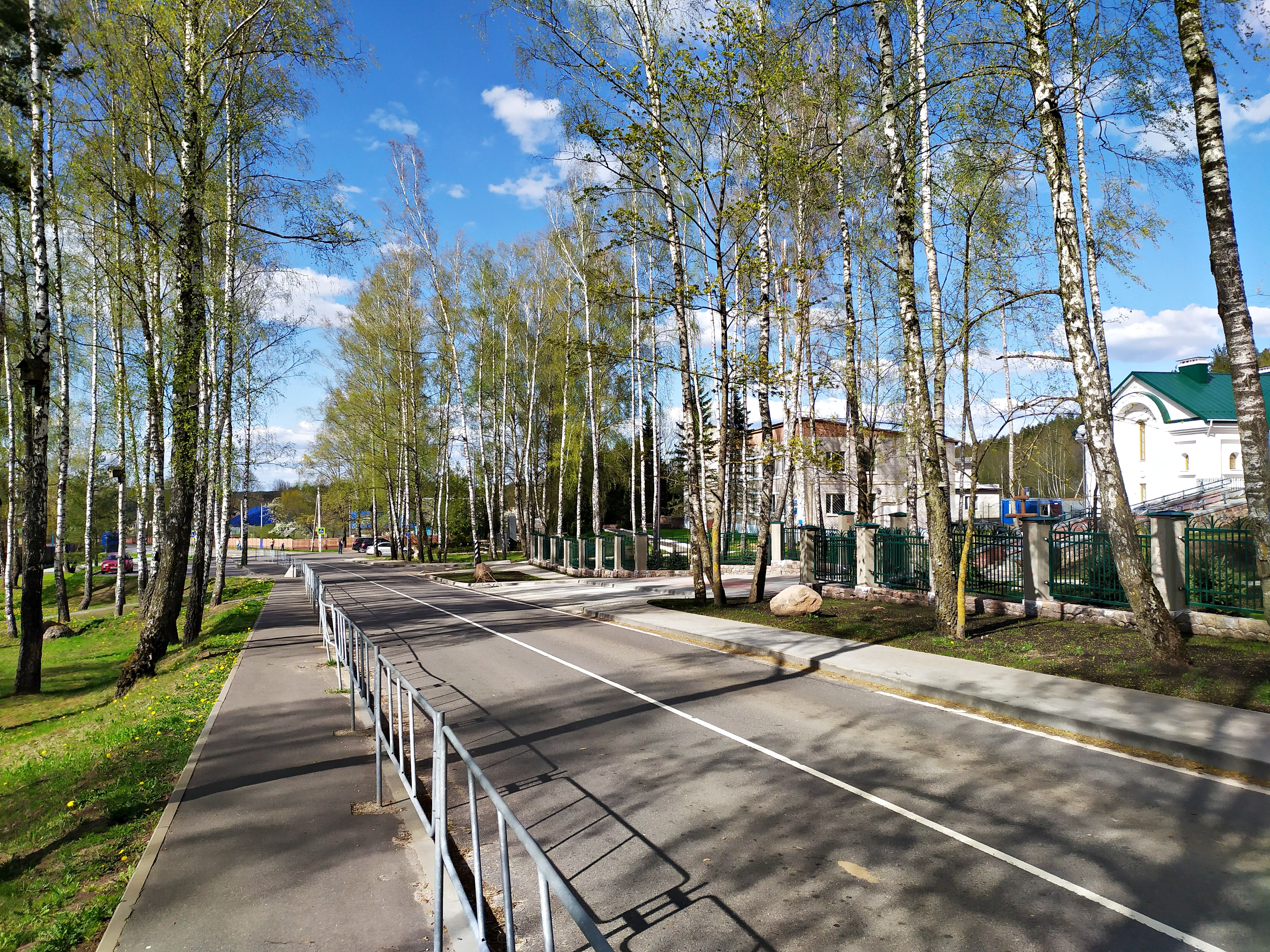
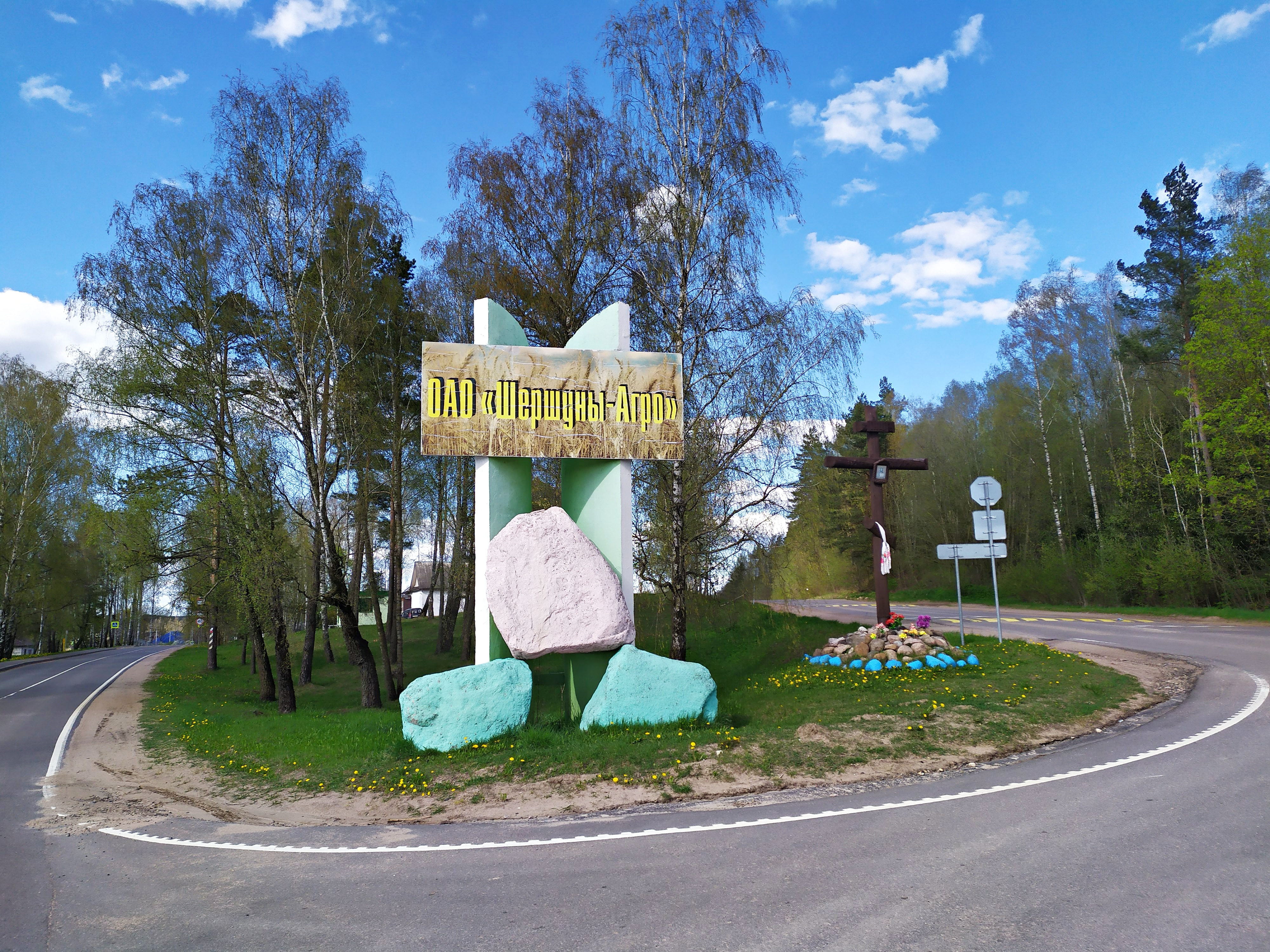

### Памятник, скульптура
- Братская могила[5]
- Воинский мемориал